# Bill Watterson
William Boyd "Bill" Watterson II (Washington DC, 5 de juliol de 1958) és un autor de còmics estatunidencs retirat, autor de la popular tira Calvin i Hobbes, que va publicar des de 1985 a 1995. Watterson va deixar de dibuixar Calvin i Hobbes a finals de 1995 amb una breu declaració als editors de diaris i als seus lectors que sentia que havia aconseguit tot el que podia en el mitjà, malgrat les reiterades peticions dels admiradors perquè seguís amb els seus personatges, i es va dedicar a la pintura de paisatges i a participar en diversos actes promoguts per companys propers, fugint d'entrevistes i la fama. Watterson és conegut per les seves opinions negatives sobre la llicència i la sindicació de còmics, els seus esforços per ampliar i elevar el còmic dels diaris com a forma d'art, i el seu retorn a la vida privada després que va deixar de dibuixar a Calvin i Hobbes. Watterson va néixer a Washington, DC i va créixer a Chagrin Falls, Ohio. El medi ambient suburbà dels Estats Units de l'Oest de l'Ohio va formar part de la inspiració per a Calvin i Hobbes.
Influït pels Peanuts, va decidir ben aviat dedicar-se a dibuixar còmics i va col·laborar amb tires a la seva escola i mentre estudiava ciències polítiques. Posteriorment va dibuixar sàtires polítiques i dissenys publicitaris fins que va dedicar-se de ple a la seva tira. Va refusar sempre fer merchandising amb els seus personatges, ja que creia que això els devaluava; ell sempre va defensar l'estatus del còmic com a art.
La seva tira va rebre diversos premis internacionals i continua publicant-se a diaris d'arreu del món.

## Joventut
Watterson va néixer a Washington, D.C., on el seu pare James G. Watterson (1932-2016) trebava com advocat de patents. La família es va traslladar a Chagrin Falls (Ohio) al 1965 quan Watterson tenia sis anys perquè la seva mare Kathryn volia estar més a prop de la seva família i va sentir que la petita ciutat era un bon lloc per criar fills.
Watterson va dibuixar els seus primers còmics als vuit anys i va passar molt temps a la infància sol, dibuixant i fent còmics. Això va continuar durant els seus anys escolars, durant aquest temps va descobrir historietes com "Pogo, Krazy Kat i Peanuts que després el van inspirar i influir en el seu desig de convertir-se en un dibuixant professional. En una ocasió quan estava al quart grau, va escriure una carta a Charles Schulz, que el va respondre -per sorpresa de Watterson-, deixant una gran impressió en ell en el temps. Els seus pares el van animar en la seva tasca artística. Més tard, el van recordar com un "nen conservador" - imaginatiu, però "no d'una manera fantàstica", i sens dubte gens com el personatge de Calvin que després va crear. Watterson va trobar vies pel seu talent en els còmics a l'escola primària i secundària, contribuint amb còmics i art al diari escolar i anuari.
Des de 1976 fins a 1980, Watterson va assistir al Kenyon College i es va graduar amb una llicenciatura en ciències polítiques. Ja havia decidit una carrera en còmic, però va creure que els seus estudis l'ajudarien a introduir-se en el còmic editorial. A la universitat, va continuar desenvolupant les seves habilitats artístiques; durant el seu primer any, va pintar la Creació d'Adam de Michelangelo Buonarroti al sostre de la seva habitació de dormitori. També va aportar còmics al diari universitari, alguns dels quals incloïen l'original "Spaceman Spiff" cartoons.
Més tard, quan Watterson va crear noms per als personatges de la seva historieta, va decidir el de Calvin (pel reformista protestant John Calvin) i Hobbes (pel filòsof social Thomas Hobbes). A The Complete Calvin and Hobbes, Watterson va afirmar que Calvin va ser nomenat per "un teòleg del segle xvi que creia en predestinació", i Hobbes per a "un filòsof del segle xvii amb una visió tènue de la naturalesa humana".
Watterson va escriure una breu autobiografia humorística a finals de la dècada de 1980.

## Carrera

### Treballs inicials
Watterson es va inspirar en el treball de Jim Borgman, dibuixant polític del Cincinnati Enquirer, un graduat del Kenyon College de 1976, que des de 1997 dibuixa Zits, i va decidir intentar seguir el mateix camí professional que Borgman, que al seu torn va oferir suport i estímul a l'aspirant artista. Watterson es va graduar el 1980 i va ser contractat en un judici pel Cincinnati Post, un article de competència del Enquirer. Watterson va descobrir ràpidament que la feina estava plena de reptes inesperats que li impedien exercir les seves funcions segons els estàndards establerts per a ell. No era el menys important d'aquests reptes el seu desconeixement de l'escena política de Cincinnati, ja que mai havia residit a la ciutat o a prop d'aquesta, havent crescut a la zona de Cleveland i assistint a la universitat del centre d'Ohio. El Post va despatxar bruscament a Watterson abans que s'acabés el contracte.
Després es va incorporar a una petita agència de publicitat i va treballar-hi durant quatre anys com a dissenyador, creant publicitat de queviures alhora que va treballar en els seus propis projectes, incloent el desenvolupament de la seva pròpia historieta i contribucions a Target: The Political Cartoonly Quarterly.
Com a artista autònom, Watterson ha elaborat altres treballs per a diversos productes, incloent-hi art de l'àlbum per a la banda del seu germà, calendaris, gràfics per roba, llibres educatius, portades de revistes, cartells i targetes postals.

### Calvin i Hobbes
Watterson ha dit que treballa per a la realització personal. Segons va dir a la classe de postgrau del 1990 al Kenyon College, "és sorprenent el dur que treballarem quan el treball es només per nosaltres mateixos". Calvin and Hobbes es va publicar per primera vegada el 18 de novembre de 1985. A Calvin and Hobbes Tenth Anniversary Book va escriure que les seves influències incloïen Peanuts, Pogo, i Krazy Kat. Watterson va escriure la introducció al primer volum de The Komplete Kolor Krazy Kat. L'estil de Watterson també reflecteix la influència de Little Nemo in Slumberland.
Com molts artistes, Watterson va incorporar elements de la seva vida, interessos, creences i valors a la seva obra, per exemple, la seva afició com a ciclista, records dels discursos del seu pare sobre el "personatge constructiu" i les seves opinions sobre marxandatge i corporacions. El gat Sprite de Watterson va inspirar molt la personalitat i les característiques físiques de  Hobbes.
Watterson va passar gran part de la seva carrera intentant canviar el clima dels còmics de diaris. Creia que el valor artístic dels còmics estava minvant i que l'espai que ocupaven als diaris disminuïa contínuament, sotmesos a capritxos arbitraris d'editors de visió mirada. A més, va opinar que l'art no s'hauria de jutjar pel mitjà per al qual es crea (és a dir, no hi ha art "alta" o baixa, només art).
Watterson es va prendre dos llargs períodes de descans en els quals no va dibuixar noves tires, el primer des de maig de 1991 fins a febrer de 1992, i el segon d'abril a desembre de 1994. L'any 1995 Watterson va enviar una carta a l'editorial i a tots els periòdics que publicaven les seves tires. La carta va ser publicada el 9 de novembre: 
| « | (anglès) Dear Reader: I will be stopping Calvin and Hobbes at the end of the year. This was not a recent or an easy decision, and I leave with some sadness. My interests have shifted, however, and I believe I've done what I can do within the constraints of daily deadlines and small panels. I am eager to work at a more thoughtful pace, with fewer artistic compromises. I have not yet decided on future projects, but my relationship with Universal Press Syndicate will continue. That so many newspapers would carry Calvin and Hobbes is an honor I'll long be proud of, and I've greatly appreciated your support and indulgence over the last decade. Drawing this comic strip has been a privilege and a pleasure, and I thank you for giving me the opportunity. Sincerely, Bill Watterson | (català) Benvolgut lector: Deixaré de dibuixar Calvin i Hobbes a la fi d'any. Aquesta no ha estat una decisió recent ni fàcil de prendre, i ho faig amb una mica de tristesa. No obstant això, els meus interessos personals han canviat, i crec que he fet el que he pogut dins dels límits de les dates diàries de lliurament i les petites vinyetes. Estic ansiós per treballar a un ritme més meditatiu, amb pocs compromisos artístics. Encara no m'he decidit per projectes de futur, però el meu vincle amb la Universal Press Syndicate continuarà. El que tants diaris hagin publicat Calvin and Hobbes és un honor del que sempre estaré orgullós, i estic molt agraït pel seu suport i indulgència al llarg de la passada dècada. Dibuixar aquesta tira còmica ha estat un privilegi i un plaer, i agraeixo que m'hagin donat l'oportunitat. "Sincerament, Bill Watterson". | » |

La tira número 3160 va ser l'última de Calvin i Hobbes, i es va publicar el diumenge 31 de desembre de 1995.